# آب و هوای ترکیه

انواع آب و هوای ترکیه بر اساس سامانه طبقه‌بندی اقلیمی کوپن

آب و هوای ترکیه متنوع و عموماً معتدل است. مناطق هم‌مرز با دریای مدیترانه و دریای سیاه به شدت تحت تأثیر آب و هوای سواحل قرار دارند و مناطق داخلی خشک‌تر و قاره‌ای‌تر هستند.
مناطق ساحلی در نیمه جنوبی کشور، از جمله آنتالیا، ازمیر، آدانا، دارای اقلیم مدیترانه‌ای بسیار معمولی هستند، با تابستان‌های گرم و خشک و زمستان‌های معتدل و بارانی. مناطق ساحلی شمال خنک‌تر هستند یا اقلیم معتدله مرطوب یا نیمه‌مدیترانه‌ای دارند، با زمستان‌های خنک، اغلب بارانی و گاهی برفی و تابستان‌های گرم.
فلات‌های پایین‌تر داخلی عموماً قاره‌ای هستند و تابستان‌های گرم و خشک و زمستان‌های سرد و برفی دارند. میزان بارندگی زمستانی بسیار متغیر است و منجر به رژیم‌های بارندگی مرطوب در نزدیکی مناطقی مانند بدلیس می‌شود، در حالی که مناطق سایه باران دارای اقلیم نیمه خشک هستند. در ارتفاعات بالاتر، فلات‌هایی مانند قارص و اردهان، ارتفاعات قاره‌ای و گاهی اوقات اقلیم جنب‌شمالگان دارند، با زمستان‌های سرد و برفی و تابستان‌های معتدل و بارانی.
تابستان‌های خشک در جنوب و غرب، همراه با خشکی متوسط در مناطق داخلی، این کشور را در برابر تغییرات اقلیمی در ترکیه آسیب‌پذیر می‌کند.

## مناطق

### آب و هوای مدیترانه‌ای

#### آب و هوای مدیترانه‌ای «واقعی»

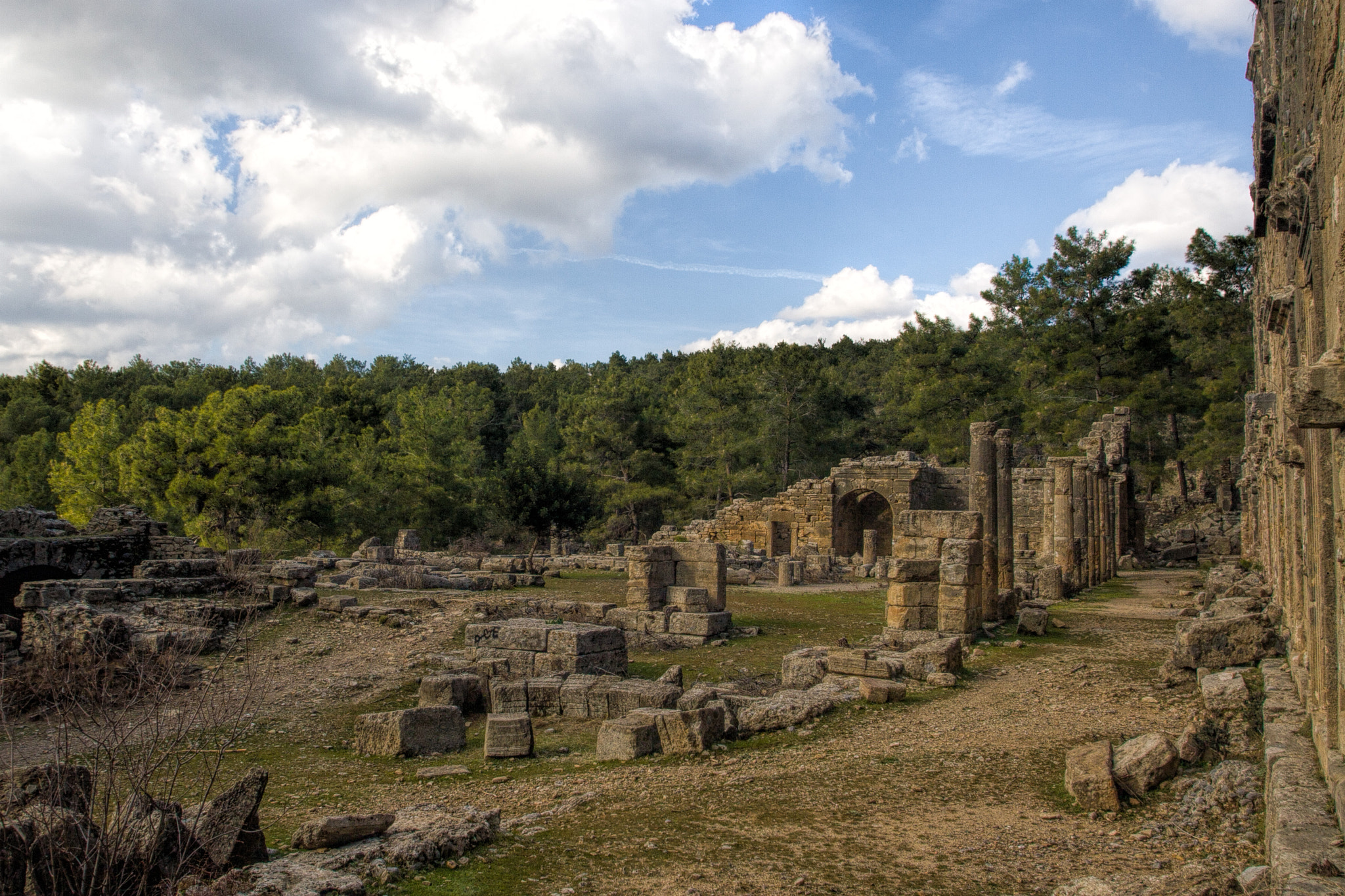
جنگل کاج، نزدیک ویرانه‌های باستانی.

یک آب و هوای «واقعی» یا به عبارت بهتر، مدیترانه‌ای اروپایی در سطح دریا از سواحل انطاکیه تا اطراف موغله و از شمال تا اطراف مانیسا، که عموماً مرز شمالی آن در نظر گرفته می‌شود، وجود دارد. میانگین دما بین ۱۷–۲۰ درجه سلسیوس (۶۳–۶۸ درجه فارنهایت) است؛ زمستان‌ها در حدود ۷–۱۰ درجه سلسیوس (۴۵–۵۰ درجه فارنهایت) است. در حالی که تابستان‌ها میانگین دما بین ۲۶–۲۹ درجه سلسیوس (۷۹–۸۴ درجه فارنهایت) است.
کوه‌های اطراف این منطقه هنوز الگوی بارندگی مدیترانه‌ای را نشان می‌دهند، اما تابستان‌های معتدل و دمای زیر صفر در زمستان دارند و منطقه‌ای را ایجاد می‌کنند که می‌توان آن را اورو-مدیترانه‌ای نامید.

### آب و هوای پیش از مدیترانه

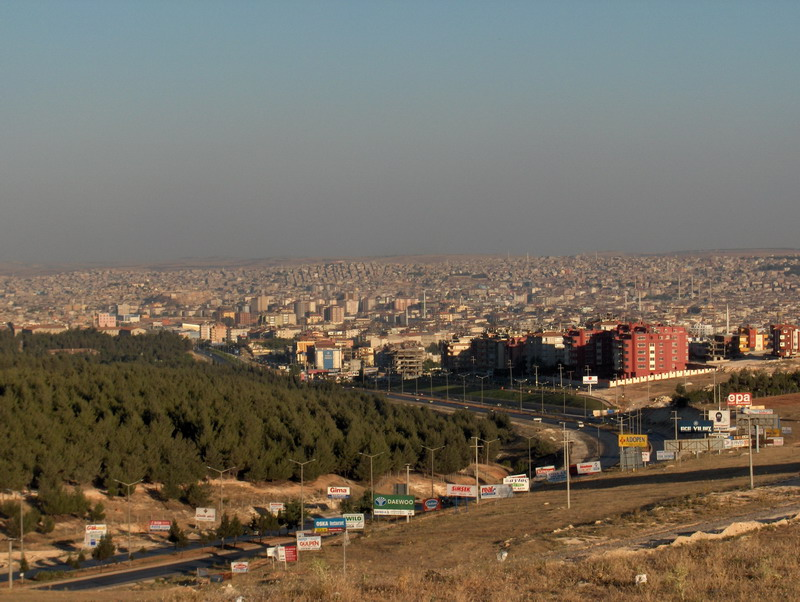
جنگل کاج ثانویه (نو رشد) مقاوم به خشکی، غازی عینتاب.

آب و هوای پیش از مدیترانه در مناطق نسبتاً قاره‌ای تحت تأثیر سیستم آب و هوایی مدیترانه‌ای، به ویژه در اطراف منطقه اژه داخلی و آناتولی جنوب شرقی وجود دارد. میانگین دما بین ۱۴–۱۸ درجه سلسیوس (۵۷–۶۴ درجه فارنهایت) است با زمستان یعنی حدود ۱–۶ درجه سلسیوس (۳۴–۴۳ درجه فارنهایت) و تابستان‌هایی به گرمی (یا حتی گرم‌تر) مدیترانه.
| داده‌های اقلیم Diyarbakır (1991–2020, extremes 1929–2020) | داده‌های اقلیم Diyarbakır (1991–2020, extremes 1929–2020) | داده‌های اقلیم Diyarbakır (1991–2020, extremes 1929–2020) | داده‌های اقلیم Diyarbakır (1991–2020, extremes 1929–2020) | داده‌های اقلیم Diyarbakır (1991–2020, extremes 1929–2020) | داده‌های اقلیم Diyarbakır (1991–2020, extremes 1929–2020) | داده‌های اقلیم Diyarbakır (1991–2020, extremes 1929–2020) | داده‌های اقلیم Diyarbakır (1991–2020, extremes 1929–2020) | داده‌های اقلیم Diyarbakır (1991–2020, extremes 1929–2020) | داده‌های اقلیم Diyarbakır (1991–2020, extremes 1929–2020) | داده‌های اقلیم Diyarbakır (1991–2020, extremes 1929–2020) | داده‌های اقلیم Diyarbakır (1991–2020, extremes 1929–2020) | داده‌های اقلیم Diyarbakır (1991–2020, extremes 1929–2020) | داده‌های اقلیم Diyarbakır (1991–2020, extremes 1929–2020) |
| ماه                                                      | ژانویه                                                   | فوریه                                                    | مارس                                                     | آوریل                                                    | مه                                                       | ژوئن                                                     | ژوئیه                                                    | اوت                                                      | سپتامبر                                                  | اکتبر                                                    | نوامبر                                                   | دسامبر                                                   | سال                                                      |
| -------------------------------------------------------- | -------------------------------------------------------- | -------------------------------------------------------- | -------------------------------------------------------- | -------------------------------------------------------- | -------------------------------------------------------- | -------------------------------------------------------- | -------------------------------------------------------- | -------------------------------------------------------- | -------------------------------------------------------- | -------------------------------------------------------- | -------------------------------------------------------- | -------------------------------------------------------- | -------------------------------------------------------- |
| میانگین بیش‌ترین °C (°F)                                  | ۷٫۳ (۴۵)                                                 | ۹٫۶ (۴۹)                                                 | ۱۵٫۰ (۵۹)                                                | ۲۰٫۵ (۶۹)                                                | ۲۶٫۸ (۸۰)                                                | ۳۴٫۴ (۹۴)                                                | ۳۸٫۹ (۱۰۲)                                               | ۳۸٫۷ (۱۰۲)                                               | ۳۳٫۴ (۹۲)                                                | ۲۵٫۷ (۷۸)                                                | ۱۶٫۳ (۶۱)                                                | ۹٫۲ (۴۹)                                                 | ۲۲٫۹۸ (۷۳٫۳)                                             |
| میانگین روزانه °C (°F)                                   | ۲٫۱ (۳۶)                                                 | ۳٫۸ (۳۹)                                                 | ۸٫۷ (۴۸)                                                 | ۱۳٫۵ (۵۶)                                                | ۱۸٫۹ (۶۶)                                                | ۲۶٫۳ (۷۹)                                                | ۳۱٫۰ (۸۸)                                                | ۳۰٫۵ (۸۷)                                                | ۲۵٫۰ (۷۷)                                                | ۱۷٫۸ (۶۴)                                                | ۹٫۳ (۴۹)                                                 | ۳٫۸ (۳۹)                                                 | ۱۵٫۸۹ (۶۰٫۷)                                             |
| میانگین کم‌ترین °C (°F)                                   | −۲٫۰ (۲۸)                                                | −۱٫۱ (۳۰)                                                | ۲٫۶ (۳۷)                                                 | ۶٫۶ (۴۴)                                                 | ۱۰٫۹ (۵۲)                                                | ۱۶٫۸ (۶۲)                                                | ۲۱٫۷ (۷۱)                                                | ۲۱٫۲ (۷۰)                                                | ۱۵٫۹ (۶۱)                                                | ۱۰٫۴ (۵۱)                                                | ۳٫۸ (۳۹)                                                 | −۰٫۵ (۳۱)                                                | ۸٫۸۶ (۴۸)                                                |
| بارندگی میلی‌متر (اینچ)                                   | ۶۳٫۶ (۲٫۵)                                               | ۶۶٫۸ (۲٫۶۳)                                              | ۶۷٫۵ (۲٫۶۶)                                              | ۶۳٫۱ (۲٫۴۸)                                              | ۵۰٫۰ (۱٫۹۷)                                              | ۱۰٫۸ (۰٫۴۳)                                              | ۱٫۰ (۰٫۰۴)                                               | ۰٫۴ (۰٫۰۲)                                               | ۸٫۴ (۰٫۳۳)                                               | ۳۷٫۳ (۱٫۴۷)                                              | ۵۴٫۳ (۲٫۱۴)                                              | ۷۵٫۲ (۲٫۹۶)                                              | ۴۹۸٫۴ (۱۹٫۶۳)                                            |
| میانگین روزهای بارندگی                                   | ۱۱٫۷۷                                                    | ۱۱٫۱۰                                                    | ۱۲٫۸۰                                                    | ۱۲٫۴۳                                                    | ۱۱٫۴۰                                                    | ۳٫۸۰                                                     | ۰٫۸۳                                                     | ۰٫۶۰                                                     | ۲٫۱۳                                                     | ۷٫۰۰                                                     | ۸٫۲۰                                                     | ۱۱٫۸۳                                                    | ۹۳٫۸۹                                                    |
| میانگین روزانه ساعت‌های تابش آفتاب                        | ۱۲۴٫۰                                                    | ۱۳۵٫۶                                                    | ۱۷۳٫۶                                                    | ۲۱۰٫۰                                                    | ۲۸۲٫۱                                                    | ۳۴۸٫۰                                                    | ۳۶۲٫۷                                                    | ۳۴۱٫۰                                                    | ۲۷۹٫۰                                                    | ۲۲۰٫۱                                                    | ۱۶۵٫۰                                                    | ۱۱۴٫۷                                                    | ۲٬۷۵۵٫۸                                                  |
| منبع:                                                    |                                                          |                                                          |                                                          |                                                          |                                                          |                                                          |                                                          |                                                          |                                                          |                                                          |                                                          |                                                          |                                                          |

## منطقه انتقالی

### آب و هوای معتدل خشک و تابستانی مرمره

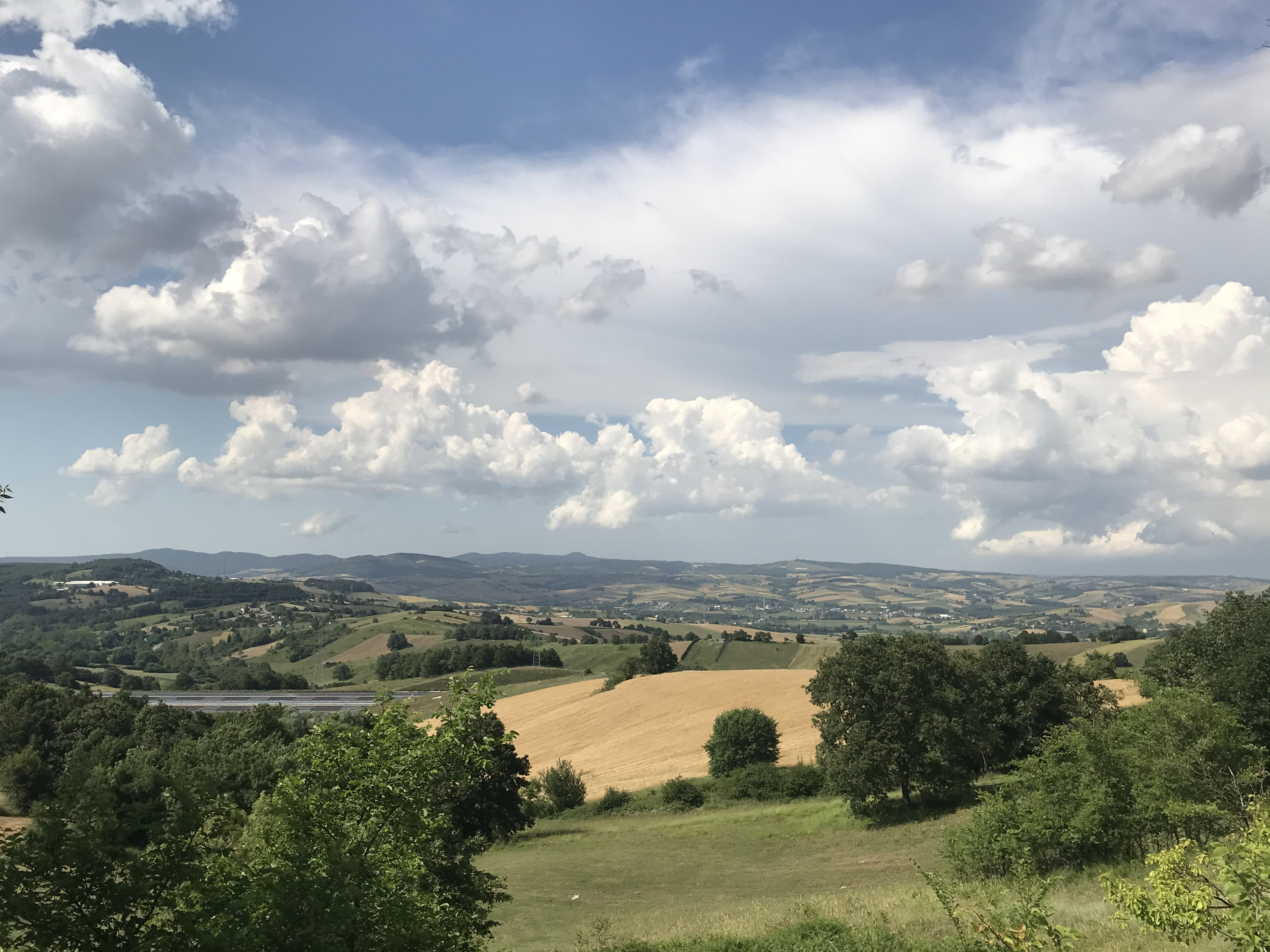
پوشش گیاهی برگ‌ریز نیمه‌مدیترانه‌ای، نزدیک ازمیت.

آب و هوای اطراف دریای مرمره پیچیده، انتقالی و اغلب خرداقلیمی است. این رود دور دریا را فرا گرفته و بورسا، بیله‌جک، جنوب ازمیت و استانبول و همچنین تکیرداغ را در بر می‌گیرد.
اغلب در سطح دریا کیفیتی مزو یا فوق مدیترانه‌ای دارد؛ پوشش گیاهی آن در سطح دریا شبیه به کوه‌های کم‌ارتفاع منطقه «واقعی» مدیترانه است، با بلوط‌های پهن‌برگ مقاوم به گرما و گاهی درختان مزوفیل مانند راش. بنابراین، در منابع ترکی عموماً مناطق معتدل در نظر گرفته می‌شود و نه نیمه‌گرمسیری و علاوه بر این، در بررسی پوشش گیاهی و آب و هوای اروپا، آب و هوای شبه قاره‌ای را نیمه مدیترانه‌ای می‌نامد.

### آب و هوای نیمه مرطوب تراکیا

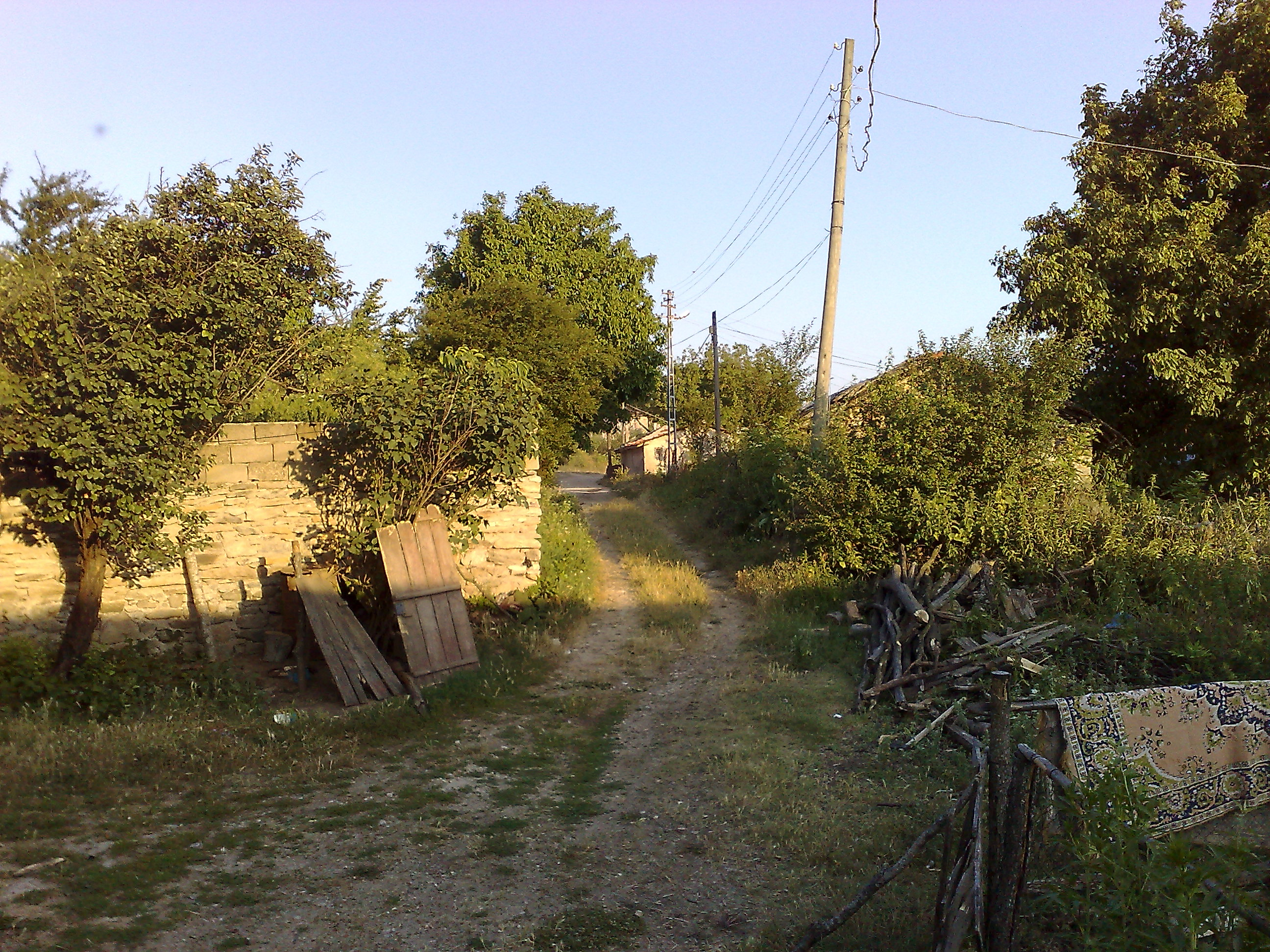
درختچه‌ها و درختان کم ارتفاع، قرقلرایلی.

مناطق داخلی شمال غربی دریای مرمره دارای آب و هوای نیمه مرطوب انتقالی هستند که میانگین دما در آنها با میانگین دمای دریای مرمره مطابقت دارد، البته با زمستان‌های سردتر و برفی‌تر و تابستان‌های گرم‌تر. پوشش گیاهی اینجا پیش از استپی، عمدتاً بلوط ساوانا است.
این منطقه شباهت‌هایی به آب و هوای پیش از مدیترانه در جنوب دارد، اما تابش کمتر آفتاب، بارش کم زمستان و تابستان‌های معتدل‌تر و مرطوب‌تر، این دو را از هم متمایز می‌کند. فصل رعد و برق این منطقه در ماه مه و اوایل ژوئن به اوج خود می‌رسد، که منجر به فصلی کمی زودتر از دریای مرمره می‌شود.